# ویلیام نای
ویلیام نای (انگلیسی: William Nigh؛ ۱۲ اکتبر ۱۸۸۱–۲۷ نوامبر ۱۹۵۵) یک هنرپیشه و کارگردان اهل ایالات متحده آمریکا بود.

## گزیده فیلمشناسی
از فیلم‌ها یا برنامه‌های تلویزیونی که وی در آن نقش داشته‌است می‌توان به آثار زیر اشاره کرد.
به عنوان کارگردان
- لانه (فیلم ۱۹۲۷) (۱۹۲۷)
- کپی (فیلم ۱۹۴۰) (۱۹۴۰)
- تندر (۱۹۲۹)